# Altstädtische Kirche (Königsberg)

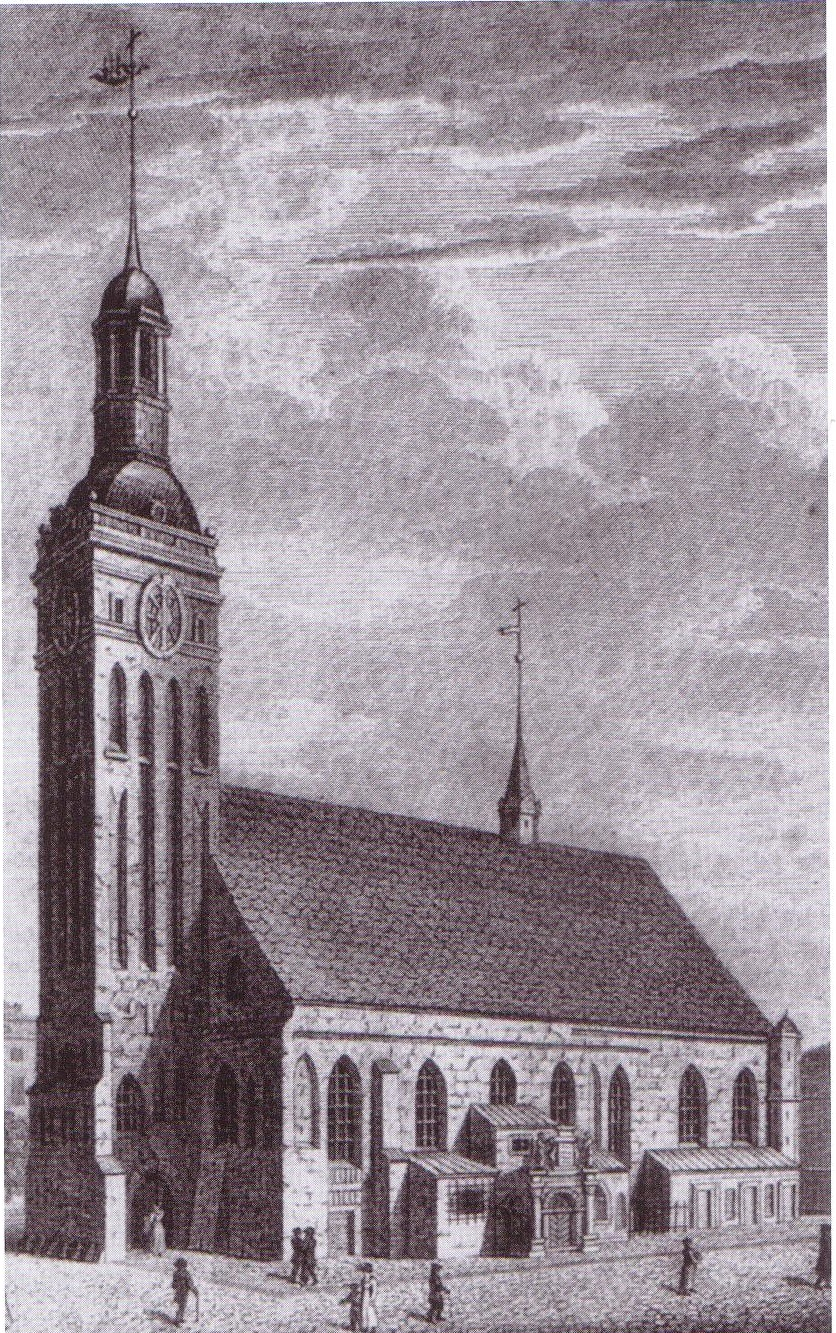
Alte Altstädtische Kirche (1820)

Die Altstädtische Kirche war ein Kirchengebäude in Altstadt (Königsberg). Die 1838–1845 erbaute Kirche wurde nach ihrer Zerstörung im Zweiten Weltkrieg nicht wiederaufgebaut.

## Geschichte
Die ursprünglich auf dem Kaiser-Wilhelm-Platz befindliche mittelalterliche Altstädtische Kirche wurde 1826–28 wegen Baufälligkeit abgebrochen. Die Grundsteinlegung des Neubaus erfolgte 1838 nordwestlich des Schlosses auf dem Kreytzenschen Platz. Der ursprüngliche zugrunde liegende schinkelsche Bauplan musste aber aus Kostengründen verändert werden: Man verkleinerte das Gebäude im Umfang, ohne jedoch die Anzahl der Säulen zu verringern, die dadurch störend wirkten. Am 15. Oktober 1845 wurde das im Stil der Backsteingotik erbaute Gotteshaus geweiht. Seitdem beherrschte es die Junkerstraße in Königsberg.
Ein Teil des Inventars der alten Kirche, außer dem Altar auch Kanzel und Orgel, wurde in die neue überführt. Auch die drei Glocken aus den Jahren 1469, 1622 und 1711, die ältesten Kirchenglocken des Landes, wurden im neuen Kirchturm aufgehängt.
Die Orgel wurde durch den Orgelbauer Johann Scherweit aus der alten Kirche in den Neubau überführt. Sie war im Jahr 1763 von Adam Gottlob Casparini fertig gestellt worden und war mit 65 Registern auf drei Manualen und Pedal sein größtes Instrument. Carl Friedrich Zelter hatte sie nach seinem Besuch in der alten Kirche im Jahr 1809 als eine „vortreffliche Orgel“ bezeichnet. 1895 wurde sie durch einen Neubau von Max Terletzki, Königsberg, ersetzt, der einzelne Teile Casparinis in seinen Neubau mit drei Manualen, Pedal und 52 Registern integrierte. Da Terletzki ein neues Gehäuse fertigte, wurden wenige Einzelteile des Casparini-Gehäuses, insbesondere acht Figuren sowie Teile des Rahmens mit Füllungen, in das Königsberger Kunstgewerbemuseum überführt. Terletzkis Orgel hatte nur bis in das Jahr 1943 Bestand, in dem eine neue Orgel von Emanuel Kemper mit fünf Manualen und 71 Registern in Gebrauch genommen wurde. Diese wurde bereits 1944/1945 durch die Kampfhandlungen wieder zerstört.
Die Altstädtische Kirche erlitt bei den Luftangriffen auf Königsberg und in der Schlacht um Königsberg erhebliche Schäden. Die Ruine wurde in der Nachkriegszeit abgerissen. Erhalten sind noch einige Säulen, die in den Eingang des Baltika-Stadions eingebaut wurden.

## Pfarrer

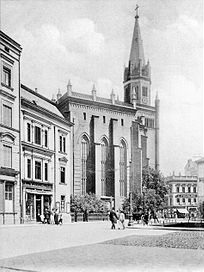
Neue Altstädtische Kirche

- 1820–1822: August Hahn
- 1865–1915: Matthias Lackner
- 1909–1933: Victor Laudien

## Ausstattung
- Das Epitaph des Pfarrers Dr. Bernhard Derschau, Bronzeguss in Knorpelstil
- Hirschkronenleuchter mit Doppelmadonna um 1500
- Beichtstühle von Isaak Riga (1944 verbrannt)
- Der 13 m hohe Hochaltar, ausgestattet mit einer geschnitzten Kreuzigung mit Johannes, den beiden Marien und den Schächern, 1606 von einem unbekannten Meister. 1943 wurde er in einer Scheune bei Arnau ausgelagert und ist seitdem verschollen.